# Joos van Os
Joos van Os (Lievelde, 27 januari 1997) is een Nederlands voormalig voetbalster uitkwam voor FC Twente en PEC Zwolle.

## Carrière
De voetbalcarrière van Van Os leidde haar van SV Grol naar FC Twente in 2010. Na 1 jaar FC Twente onder 14 is ze doorgestroomd naar de onder 16. In de twee jaar die waarin ze voor de onder 16 uitkwam, werden zij en haar team 1 keer kampioen. Na de onder 16 kwam 3 jaar Jong FC Twente. In het laatste jaar werd ze kampioen in de Landelijke Hoofdklasse . In 2016 verruilde ze de Enschedese ploeg voor PEC Zwolle Na aanhoudend blessureleed stopte ze noodgedwongen met voetbal.

### Carrièrestatistieken
| Seizoen         | Club            | Land            | Competitie          | Competitie | Competitie | Beker | Beker | Internationaal | Internationaal | Overig | Overig | Totaal | Totaal |
| Seizoen         | Club            | Land            | Competitie          | Wed.       | Dlp.       | Wed.  | Dlp.  | Wed.           | Dlp.           | Wed.   | Dlp.   | Wed.   | Dlp.   |
| --------------- | --------------- | --------------- | ------------------- | ---------- | ---------- | ----- | ----- | -------------- | -------------- | ------ | ------ | ------ | ------ |
| 2013/14         | FC Twente       | Nederland       | Women's BeNe League | 0          | 0          | 0     | 0     | –              | –              | –      | –      | 0      | 0      |
| 2015/16         | FC Twente       | Nederland       | Eredivisie          | 0          | 0          | 0     | 0     | –              | –              | –      | –      | 0      | 0      |
| 2016/17         | PEC Zwolle      | Nederland       | Eredivisie          | 20         | 0          | 0     | 0     | –              | –              | –      | –      | 20     | 0      |
| 2017/18         | PEC Zwolle      | Nederland       | Eredivisie          | 1          | 0          | 0     | 0     | –              | –              | –      | –      | 1      | 0      |
| Carrière totaal | Carrière totaal | Carrière totaal | Carrière totaal     | 21         | 0          | 0     | 0     | 0              | 0              | 0      | 0      | 21     | 0      |